# استاندارد ماکیان بریتانیا
استاندارد ماکیان بریتانیا (انگلیسی: British Poultry Standard) قدیمی‌ترین استاندارد نژاد ماکیان زینتی در جهان است که بوسیلهٔ انجمن ماکیان بریتانیای کبیر منتشر شده است. این استاندارد به منظور قضاوت در مورد ماکیان شرکت کننده در نمایش‌های ماکیان زینتی در بریتانیا و ایرلند مورد استفاده قرار می‌گیرد.